# Shin-Ōtsuka (metropolitana di Tokyo)
Shin-Ōtsuka (新大塚駅?, Shin-Ōtsuka-eki) è una stazione della metropolitana di Tokyo e si trova nel quartiere di Bunkyō, a Tokyo.

## Linee

### Metropolitana
- Tokyo Metro
  - Linea Marunouchi

### Binari
| 1 | Linea Marunouchi | per Tōkyō, Ginza, Shinjuku, Ogikubo |
| 2 | Linea Marunouchi | per Ikebukuro                       |